# Acinonyx
Acinonyx é um gênero de mamífero da família Felidae. Atualmente está distribuído na África e Ásia, no passado também ocorreu na Europa. Wozencraft (1993) colocou o gênero Acinonyx numa subfamília monofilética própria, a Acinonychinae. Salles (1992), Johnson e O'Brien (1997), Bininda-Emonds et al. (1999), e Mattern and McLennan (2000) consideraram o Acinonyx, Puma concolor, e Puma (= Herpailurus) yagouaroundi como representantes de grupos irmãos muito próximos.

## Espécies
- Acinonyx jubatus Schreber, 1775
- †Acinonyx pardinensis Croizet e Joubert, 1928
- †Acinonyx aicha Geraads, 1997
- †Acinonyx intermedius Thenius, 1954
- †Acinonyx kurteni Christiansen and Mazák, 2008[1]